# Michael Peart
Michael A. Peart (* 1948 in London) ist ein jamaikanischer Politiker der People’s National Party (PNP), der von 2002 bis 2007 Sprecher (Speaker) und damit Präsident des Repräsentantenhauses von Jamaika war und dieses Amt erneut seit 2012 ausübt.

## Leben

### Ingenieur, Abgeordneter und Staatsminister
Peart ist der Sohn von Ernest Peart, der während des Zweiten Weltkrieges seinen Militärdienst bei der Royal Air Force leistete und später als Vertreter der PNP Mitglied des Repräsentantenhauses für den Wahlkreis Manchester West sowie zwischen September 1978 und August 1981 Hochkommissar Jamaikas in Großbritannien war. 1950 kehrte die Familie nach Jamaika zurück und er absolvierte nach dem Besuch der Manchester High School ein Studium im Fach Elektrotechnik. Danach war er als Elektroingenieur bei der Alcan Jamaica Company sowie als Berater im Bereich Elektroingenieurwesen tätig.
Seine politische Laufbahn begann er im Jugendverband der People’s National Party (PNP) und wurde später Mitglied des Nationalkomitees der PNP sowie Parteivorsitzender der PNP in der Region 5. Daneben engagiert sich Peart, der Vorsitzender des Beirates der Manchester High School war, als Funktionär für den jamaikanischen Fußballverband als Gründer des Park Rangers Football Club, als Präsident der (Manchester Football Association) sowie als Vertreter des Manchester Parish in der Jamaica Football Federation (JFF).
Am 30. März 1993 wurde Peart als Kandidat der PNP erstmals zum Mitglied des Repräsentantenhauses gewählt und vertritt dort seither die Interessen des Wahlkreises Manchester Southern. Als Abgeordneter engagierte er sich als Mitglied des Internationalen Exekutivkomitees der Parlamentarischen Versammlung des Commonwealth of Nations CPA (Commonwealth Parliamentary Association) und war zeitweise Vorsitzender der CPA für die Region Karibik, Amerika und Atlantik.
Am 18. Dezember 1997 wurde Peart zunächst stellvertretender Sprecher des Repräsentantenhauses, ehe er anschließend während der Amtszeit von Premierminister Percival J. Patterson als Staatsminister im Finanzministerium mit der Zuständigkeit für den öffentlichen Dienst fungierte. 

### Sprecher des Repräsentantenhauses
Im November 2002 wurde er als Nachfolger von Violet Neilson erstmals Sprecher (Speaker) und damit Präsident des Repräsentantenhauses von Jamaika. Dieses Amt übte er bis zu seiner Ablösung durch Delroy Chuck am 27. September 2007 nach dem Wahlsieg der Jamaica Labour Party (JLP) am 3. September 2007 aus. Nachdem er im Oktober 2006 die Presse von einer Sitzung des Repräsentantenhauses ausschloss, kam es zu Protesten von Medienvertretern wie Desmond Richards, des Präsidenten der Pressevereinigung Jamaika PAJ (Press Association of Jamaica).
Am 17. Januar 2012 wurde Peart nach dem Wahlsieg der PNP am 29. Dezember 2011 als Nachfolger von Marisa Dalrymple-Philibert erneut Sprecher des Repräsentantenhauses. Als Parlamentssprecher ist zugleich Vorsitzender der Ausschüsse für Geschäftsordnung (Standing Order Committee), für Privilegien (Privileges Committee), für Wahlkreisgrenzen (Constituency Boundaries Committee) und für Ethik (Ethics Committee).
Am 29. August 2013 erklärte Peart, dass er bei den nächsten Wahlen nicht erneut kandidieren werde.
Pearts jüngerer Bruder Dean Peart war ebenfalls als Vertreter der PNP langjähriges Mitglied des Repräsentantenhauses für den Wahlkreis Manchester North West sowie zeitweilig Minister für Kommunalverwaltung und Gemeindeentwicklung (Minister of Local Government and Community Development).